# Frisson des collines
Pour plus de détails, voir Fiche technique et Distribution.
Frisson des collines est un film québécois réalisé par Richard Roy, qui est sorti en 2011.

## Synopsis
Le film se déroule dans les années 1960 et raconte l'histoire de Frisson, un jeune garçon voulant que son père l'amène au festival de Woodstock. Quand ce dernier meurt à la suite d'un accident, le jeune garçon décide d'y aller par ses propres moyens.

## Fiche technique
- Réalisation : Richard Roy
- Scénario : Michel Michaud et Richard Roy
- Production : Louis-Philippe Rochon
- Musique originale : FM Le Sieur
- Photographie : Yves Bélanger
- Sociétés de Production : Les Films Séville - Solofilms
- Société de distribution : Les Films Séville (2011)
- Pays :  Canada
- Langue : français
- Date de sortie : 
  -  Canada : 15 avril 2011 (Québec)

## Distribution
- Antoine Olivier Pilon : Frisson
- Antoine Bertrand : Burger
- Evelyne Brochu : Hélène Paradis
- Paul Doucet : le vétérinaire
- Anick Lemay : Lucille
- Guillaume Lemay-Thivierge : Tom Faucher
- William Monette : Thibault
- Alice Morel-Michaud : Chantal
- Rémi-Pierre Paquin : L'Abbé Labbé
- Patrice Robitaille : Aurèle
- Jean-Nicolas Verreault : Michel
- Claudia-Émilie Beaupré : Manon
- Geneviève Brouillette : Céline
- Viviane Audet : Carmelle

## Autour du film
Frisson des collines est le quatrième long-métrage pour le cinéma de Richard Roy, surtout connu pour son travail à la télévision (la télésérie Le Dernier chapitre et de nombreux téléfilms en anglais).  Pour son film, Roy s'inspire en partie des souvenirs de sa jeunesse,  alors qu'il grandissait à Saint-Agapit.
Frisson des collines fait partie d'une vague de films québécois produits vers la fin des années 2010 qui se déroulent durant les années 1960 ou 1970 et sont axés sur de jeunes protagonistes, comme Maman est chez le coiffeur de Léa Pool, C'est pas moi, je le jure! de Philippe Falardeau ou Un été sans point ni coup sûr de Francis Leclerc.
Lancé en avril 2011, Frisson des collines  bénéficie d'un accueil critique plutôt favorable.  Normand Provencher, du Soleil,  juge que le film est « porté par une distribution de talent » et « séduit par sa reconstitution de l’esprit des sixties ».  Dans La Presse, Marc-André-Lussier mentionne que Frisson des collines « n'est pas obligatoirement une grande œuvre », mais demeure « un film charmant,  sympathique et réconfortant ».
Le film n'en fait pas mention, mais Frisson des collines est aussi le nom d'une marionnette qui apparaissait dans la série pour enfants Le Grenier aux images, une des toutes premières émissions jeunesse présentées sur les ondes de Radio-Canada.

## Récompenses
- Prix du jury en Allemagne[1].
- Festival du grain à démoudre 2012 : Prix du public, Mention spéciale graine d'acteur pour Antoine Olivier Pilon
- Prix du Jury au Festival du film de Giffoni en 2012 dans la catégorie "Generator 13"